# Krzysztof Kuzko

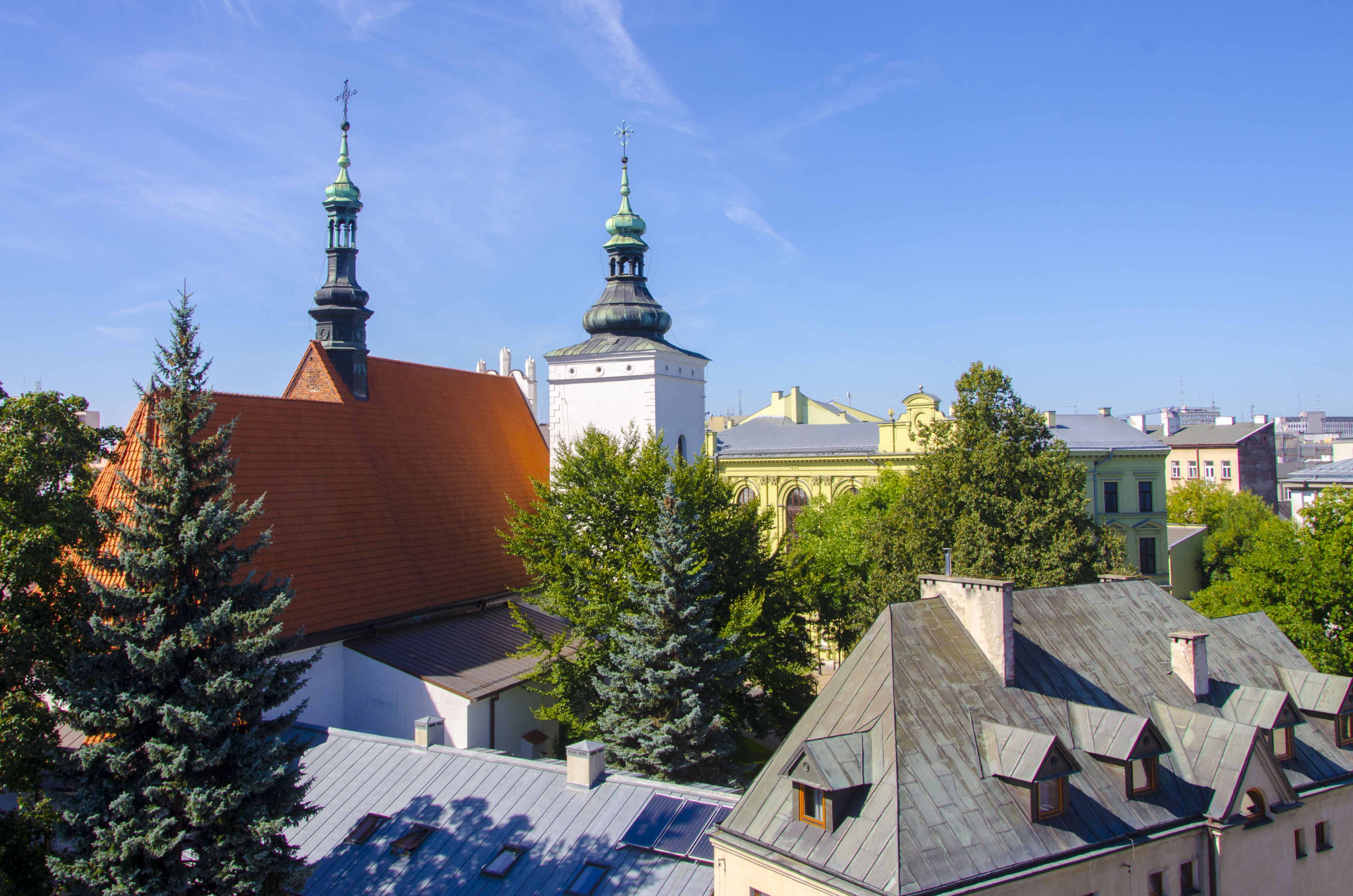
Foto: Krzysztof Kuzko

Krzysztof Kuzko (ur. 16 września 1956 w Rudnie k/Radzynia Podlaskiego) – polski artysta fotograf. Członek rzeczywisty i Artysta Fotoklubu Rzeczypospolitej Polskiej (AFRP). Członek Kapituły Fotoklubu RP. Członek honorowy Lubelskiego Towarzystwa Fotograficznego.

## Działalność
Krzysztof Kuzko mieszka i pracuje w Lublinie, fotografuje od 1973 roku. Jest członkiem honorowym Lubelskiego Towarzystwa Fotograficznego oraz członkiem Radzyńskiego Klubu Fotograficznego „Klatka”. Jest uczestnikiem (prowadzącym) spotkań, prelekcji, warsztatów fotograficznych. Uczestniczy w posiedzeniach jury, w licznych konkursach fotograficznych. 
W 2008 roku lubelskie media wyróżniły Krzysztofa Kuzko tytułem Bene Meritus Terrae Lublinensi – tytułem gratyfikującym osoby zasłużone dla Lubelszczyzny. W 2011 roku, w rocznicę 75-lecia utworzenia Lubelskiego Towarzystwa Fotograficznego został uhonorowany Nagrodą Prezydenta Lublina oraz Nagrodą Kulturalną Województwa Lubelskiego (40-lecie pracy twórczej). W 2014 roku został laureatem nagrody środowisk twórczych Lublina – „Angelus Lubelski”. 
Krzysztof Kuzko jest komisarzem, kuratorem wielu wystaw fotograficznych, organizowanych przez Lubelskie Towarzystwo Fotograficzne. W 2009 roku był pomysłodawcą, inicjatorem i współtwórcą międzynarodowej wystawy fotograficznej „W hołdzie Hartwigowi” – w 100 rocznicę urodzin Edwarda Hartwiga. Jest autorem i współautorem wielu wystaw fotograficznych; indywidualnych, zbiorowych, poplenerowych, pokonkursowych; krajowych i międzynarodowych. Szczególne miejsce w twórczości Krzysztofa Kuzko zajmuje (m.in.) fotografia portretowa.  
W 2012 roku został przyjęty w poczet członków Fotoklubu Rzeczypospolitej Polskiej Stowarzyszenia Twórców (legitymacja nr 325). Prace Krzysztofa Kuzko zaprezentowano w Almanachu (1995–2017), wydanym przez Fotoklub Rzeczypospolitej Polskiej Stowarzyszenie Twórców, w 2017 roku. W 2018 roku został uhonorowany Medalem „Za Zasługi dla Fotografii Polskiej” – odznaczeniem przyznawanym przez Kapitułę Fotoklubu Rzeczypospolitej Polskiej Stowarzyszenia Twórców – w 100. rocznicę odzyskania przez Polskę niepodległości. W 2020 odznaczony Złotym Medalem „Za Fotograficzną Twórczość” – odznaczeniem ustanowionym przez Zarząd i przyznawanym przez Kapitułę Fotoklubu Rzeczypospolitej Polskiej Stowarzyszenia Twórców, w odniesieniu do obchodów 25-lecia powstania Fotoklubu RP. 

## Odznaczenia
- Medal 75-lecia Lubelskiego Towarzystwa Fotograficznego (2012)[22]
- Srebrny Medal „Zasłużony dla Fotografii Polskiej” (2016)[23]
- Medal 700-lecia Miasta Lublin (2018)[11]
- Medal „Za Zasługi dla Fotografii Polskiej” (2018)[24]
- Złoty Medal „Za Fotograficzną Twórczość” (2020)[21]